# Odfried Hepp
Odfried Hepp (né le 18 avril 1958 à Achern) est un néo-nazi allemand ayant travaillé pour la Stasi est-allemande et lié à certains groupes terroristes proche-orientaux.

## Biographie
Hepp manifeste très jeune des affinités avec la mouvance des nostalgiques du nazisme, entraîné en cela par son propre père. Il participe à des activités (camps « Vikings ») diverses et devient dès l'adolescence le responsable de cette mouvance pour la région de Karlsruhe/Forêt-Noire. Arrêté par la police, il profite de l'attente de son procès pour s'enfuir via Berlin Est au Liban  en passant par la Syrie. C'est à cette occasion qu'il noue des contacts étroits avec la Stasi.  Il rejoint dans les camps le Wehrsportgruppe via Karl-Heinz Hoffmann, au Liban, ce dernier étant démasqué ultérieurement, après la chute du mur comme agent notoire de la Stasi. Il participe à de nombreux entraînements para-militaires au cours de l'un desquels un de ses  partenaires sera assassiné.  C'est d'ailleurs le numéro deux de ce groupe qui assassinera un éditeur juif et son épouse  en Autriche. À son retour en RFA, il fait 16 mois de prison. 
Il rencontre alors Walter Kexel lié aux auteurs de l'attentat de l'Oktoberfest de Munich (13 morts, 200 blessés) qui exécutent des attentats contre des soldats américains en Allemagne ainsi que des braquages de banque pour s'autofinancer. À la suite de l'arrestation de la plupart des membres du groupe Hepp/Kexel en février 1982, il s'enfuit à Berlin-Est, où il est pris en charge à nouveau par la Stasi qui  le manipulait depuis de nombreuses années, Stasi à laquelle il donne des informations substantielles sur les mouvements néo-nazis allemands. La Stasi l'héberge quelque temps dans un refuge spécialement aménagé - refuge qui servait aussi aux activistes de la Rote Armée Fraktion - lui propose par la suite plusieurs alternatives dont la possibilité d'un départ pour un pays arabe. En juillet 1983, il arrive à Damas. Il entre en contact avec le Front de libération de la Palestine (FLP) d'Ahmed Jibril. Ce mouvement avait pour instructeur entre autres, l'ex-SS Standartenführer Erwin Baumann ayant participé à la liquidation du ghetto de Varsovie ainsi que Boerner Wilhelm, alias Ali Ben Keshir, SS Untersturmführer gardien du camp de Mauthausen. Il cache des armes en Europe centrale pour le compte de ce groupe armé palestinien pro-syrien, pour lequel il s'installe finalement à Marseille. Il est arrêté à Paris en 1985 dans une cache des FARL (mouvement libanais pro-syrien) et en 1987 est extradé vers l'Allemagne de l'Ouest où il est condamné à 10 ans et demi de prison. Bizarrement, il ne sera jamais  auditionné en procédure dans l'affaire de la rue des rosiers (voir plus loin)[source insuffisante]. 
En décembre 1993, Hepp est libéré. Il étudie à l'école de linguistique appliquée et d'études culturelles à l'université Johannes Gutenberg de Mayence à Germersheim, en arabe et en français, et réussit son examen final en avril 2000. Il a écrit sa thèse sur Le droit des sociétés marocaines. Terminologie et Arrière-plan. Depuis 2000, il travaille comme traducteur technique en français et en arabe.
Peu après la chute du mur, les dossiers de la STASI révèlent qu'il était un des meilleurs agents de ce service immatriculé sous le pseudonyme de ADLER2 (aigle 2). Son officier traitant reconnait avoir demandé pour lui la plus haute distinction de la RDA.

## Attentat de la rue des Rosiers
Dans un documentaire réalisé en 2008 par Thierry Vincent (Canal+) assisté de P Cauzard (ex-officier de police spécialisé dans la lutte contre les activistes extrémistes), l'auteur met en évidence la présence de Hepp à Metz 48 heures avant l'attentat de la rue des Rosiers en compagnie de son complice Walter Kexel. Il serait l'auteur de la fusillade qui a touché le restaurant de Jo Goldenberg, rue des Rosiers à Paris, en août 1982. Les portraits-robots de deux des auteurs sont plus que troublants.
Ce documentaire s'appuie sur les témoignages de plusieurs officiers des renseignements généraux de Metz qui avaient à l'époque mis sur écoute téléphonique un activiste français nazi et pédophile de Metz et ont pu y photographier les deux terroristes le 7 août 1982 au soir. Sur l'écoute du 8 août 1982, il est clairement établi que les deux nazis se rendaient à Paris le dimanche 8 août 1982, veille de la fusillade.
Le témoignage d'un blessé de l'attentat (deux rafales de PM Wz 63 dans la jambe et le thorax) fait état de deux auteurs de type européen d'environ 20/22 ans. Ce témoin, dont la propre épouse est égyptienne, précise qu'il ne s'agissait en aucun cas d'Arabes mais bel et bien d'individus de type européen.

### Publications
- Blumenau, Bernhard. ‘Unholy Alliance: The Connection between the East German Stasi and the Right-Wing Terrorist Odfried Hepp’. Studies in Conflict & Terrorism, (2 May 2018): 1–22. https://doi.org/10.1080/1057610X.2018.1471969.
- Yury Winterberg : le rebelle. Odfried Hepp - Néo-nazi, un terroriste et les abandons scolaires. Gustav Lübbe Verlag, Bergisch Gladbach, 2004,  (ISBN 3785721609)
- The Rebel, film documentaire du réalisateur Jan Hepps.